# Nozomi Okuhara
Nozomi Okuhara (jap. 奥原 希望, ur. 13 marca 1995 r. w Nagano) – japońska badmintonistka specjalizująca się w grze pojedynczej, brązowa medalistka igrzysk olimpijskich w Rio de Janeiro, mistrzyni i wicemistrzyni świata.

## Występy na igrzyskach olimpijskich
| Runda                 | Przeciwnik             | Wynik                 | Osiągnięcie           |                       |
| Gra pojedyncza kobiet | Gra pojedyncza kobiet  | Gra pojedyncza kobiet | Gra pojedyncza kobiet | Gra pojedyncza kobiet |
| --------------------- | ---------------------- | --------------------- | --------------------- | --------------------- |
| Faza grupowa          | Vũ Thị Trang           | 21–10, 21–8           | 3. miejsce            |                       |
| Faza grupowa          | Lindaweni Fanetri      | 21–12, 21–12          | 3. miejsce            |                       |
| 1/8 finału            | Bae Yeon-ju            | 21–6, 21–7            | 3. miejsce            |                       |
| Ćwierćfinał           | Akane Yamaguchi        | 11–21, 21–17, 21–10   | 3. miejsce            |                       |
| Półfinał              | Pusarla Venkata Sindhu | 19–21, 10–21          | 3. miejsce            |                       |
| Mecz o 3. miejsce     | Li Xuerui              | Walkower              | 3. miejsce            |                       |